# Luigi Giuseppe Giuliani
Luigi Giuseppe Giuliani (Gottolengo, 5 luglio 1905 – 1º gennaio 1985) è stato un calciatore italiano, di ruolo centrocampista o attaccante.

## Biografia
Originario di Gottolengo, un paese della bassa bresciana, a trenta chilometri dal capoluogo, lo stesso dal quale provenivano i fratelli Luigi e Giuseppe Trivellini, che da alcuni anni si erano inurbati in città con la famiglia.

## Carriera
Ala, giocò diverse stagioni in Serie A con le maglie di Brescia e del Bari. Con le Rondinelle ha giocato 208 gare, realizzando 84 reti, risultando il terzo miglior marcatore di tutti i tempi della società, dopo Andrea Caracciolo con 116 e Virginio De Paoli con 102 reti. Nella formazione biancazzurra esordì diciottenne il 7 ottobre 1923 in Virtus Bologna-Brescia (1-2). Nell'estate del 1928 Giuliani partecipò alla tournée che il Brescia disputò negli Stati Uniti, giocando nove delle dieci partite e realizzando 5 reti.